# Vrydagzynea
Vrydagzynea é um género botânico pertencente à família das orquídeas (Orchidaceae).

## Espécies
1. Vrydagzynea albida (Blume) Blume, Coll. Orchid.: 71 (1858).
2. Vrydagzynea albostriata Schltr. in K.M.Schumann & C.A.G.Lauterbach, Fl. Schutzgeb. Südsee, Nachtr.: 83 (1905).
3. Vrydagzynea angustisepala J.J.Sm., Mitt. Inst. Allg. Bot. Hamburg 7: 20 (1927).
4. Vrydagzynea argentistriata Carr, Gard. Bull. Straits Settlem. 8: 183 (1935).
5. Vrydagzynea argyrotaenia Schltr. in K.M.Schumann & C.A.G.Lauterbach, Fl. Schutzgeb. Südsee, Nachtr.: 84 (1905).
6. Vrydagzynea beccarii Schltr., Repert. Spec. Nov. Regni Veg. 9: 429 (1911).
7. Vrydagzynea bicostata Carr, Gard. Bull. Straits Settlem. 8: 183 (1935).
8. Vrydagzynea bractescens Ridl., Bull. Misc. Inform. Kew 1926: 87 (1926).
9. Vrydagzynea brassii Ormerod, Austral. Orchid Rev. 63: 13 (1998).
10. Vrydagzynea buruensis J.J.Sm., Bull. Jard. Bot. Buitenzorg, III, 9: 444 (1928).
11. Vrydagzynea celebica Schltr., Repert. Spec. Nov. Regni Veg. 10: 13 (1911).
12. Vrydagzynea deliana J.J.Sm., Bull. Jard. Bot. Buitenzorg, III, 2: 24 (1920).
13. Vrydagzynea densa Schltr., Repert. Spec. Nov. Regni Veg. 17: 368 (1921).
14. Vrydagzynea elata Schltr., Repert. Spec. Nov. Regni Veg. 9: 430 (1911).
15. Vrydagzynea elongata Blume, Coll. Orchid.: 71 (1858).
16. Vrydagzynea endertii J.J.Sm., Bull. Jard. Bot. Buitenzorg, III, 11: 85 (1931).
17. Vrydagzynea formosana Hayata, Icon. Pl. Formosan. 6: 88 (1916).
18. Vrydagzynea gracilis Blume, Coll. Orchid.: 71 (1858).
19. Vrydagzynea grandis Ames & C.Schweinf. in O.Ames, Orchidaceae 6: 16 (1920).
20. Vrydagzynea grayi D.L.Jones & M.A.Clem., Orchadian 14(8: Sci. Suppl.): xii (2004).
21. Vrydagzynea guppyi Schltr., Repert. Spec. Nov. Regni Veg. 16: 43 (1919).
22. Vrydagzynea kerintjiensis J.J.Sm., Bull. Jard. Bot. Buitenzorg, III, 10: 26 (1928).
23. Vrydagzynea lancifolia Ridl., J. Linn. Soc., Bot. 32: 398 (1896).
24. Vrydagzynea micronesiaca Schltr., Bot. Jahrb. Syst. 56: 455 (1921).
25. Vrydagzynea neohibernica Schltr., Repert. Spec. Nov. Regni Veg. Beih. 1: 86 (1911).
26. Vrydagzynea novaguineensis J.J.Sm., Bull. Dép. Agric. Indes Néerl. 19: 39 (1908).
27. Vrydagzynea nuda Blume, Coll. Orchid.: 17 (1858).
28. Vrydagzynea obliqua Schltr., Repert. Spec. Nov. Regni Veg. 10: 14 (1911).
29. Vrydagzynea paludosa J.J.Sm., Bull. Dép. Agric. Indes Néerl. 19: 39 (1908).
30. Vrydagzynea pauciflora J.J.Sm., Mitt. Inst. Allg. Bot. Hamburg 7: 19 (1927).
31. Vrydagzynea purpurea Blume, Coll. Orchid.: 71 (1858).
32. Vrydagzynea salomonensis Schltr. in K.M.Schumann & C.A.G.Lauterbach, Fl. Schutzgeb. Südsee, Nachtr.: 86 (1905).
33. Vrydagzynea samoana Schltr., Repert. Spec. Nov. Regni Veg. 9: 91 (1910).
34. Vrydagzynea schumanniana Kraenzl. in K.M.Schumann & C.A.G.Lauterbach, Fl. Schutzgeb. Südsee, Nachtr.: 86 (1905).
35. Vrydagzynea semicordata J.J.Sm., Bull. Jard. Bot. Buitenzorg, III, 11: 86 (1931).
36. Vrydagzynea sessilifolia Ormerod, Austral. Orchid Rev. 63: 13 (1998).
37. Vrydagzynea tilungensis J.J.Sm., Mitt. Inst. Allg. Bot. Hamburg 7: 21 (1927).
38. Vrydagzynea tristriata Ridl., J. Linn. Soc., Bot. 32: 398 (1896).
39. Vrydagzynea truncicola Schltr., Repert. Spec. Nov. Regni Veg. Beih. 1: 87 (1911).
40. Vrydagzynea uncinata Blume, Coll. Orchid.: 76 (1859).
41. Vrydagzynea vitiensis Rchb.f., Otia Bot. Hamburg.: 51 (1878).
42. Vrydagzynea vrydagzynoides (Ames) Ormerod, Lindleyana 17: 230 (2002).
43. Vrydagzynea weberi Ames, Orchidaceae 5: 42 (1915).